# Radio Italia Gold Edition
Radio Italia Gold Edition è una compilation pubblicata il 17 aprile 2015 dall'etichetta discografica Sony Music.
Si tratta di una raccolta composta da 51 brani di vari artisti italiani, divisi in tre cd.

## Tracce
CD 1
1. Jovanotti - Come musica
2. Laura Pausini - Benvenuto
3. Tiziano Ferro - Ti scatterò una foto
4. Gianni Morandi - Uno su mille
5. Malika Ayane - Come foglie
6. Fedez feat Francesca Michielin - Magnifico
7. Marco Mengoni - Pronto a correre
8. Antonello Venditti - Notte prima degli esami
9. Gianna Nannini - Ogni tanto
10. Zucchero Fornaciari - Un kilo
11. Mango - Bella d'estate
12. Noemi - Bagnati dal sole
13. Niccolò Fabi, Daniele Silvestri e Max Gazzè - Come mi pare
14. Renato Zero - Il cielo
15. Club Dogo feat. Giuliano Palma - P.E.S.
16. Elisa - L'anima vola
17. Pino Daniele - Che Dio ti benedica

CD 2
1. Vasco Rossi - Un senso
2. Lucio Dalla - L'anno che verrà
3. Emma - Amami
4. Fabri Fibra - Tranne te
5. Cesare Cremonini - Il comico (sai che risate)
6. Alessandra Amoroso - Urlo e non mi senti
7. Claudio Baglioni - Mille giorni di te e di me
8. Nek - Congiunzione astrale
9. Modà - Tappeto di fragole
10. Arisa - Controvento
11. Rocco Hunt - Nu juorno buono
12. Marco Masini - T'innamorerai
13. Giorgia - Di sole e d'azzurro
14. Tiromancino - Due destini
15. Fiorella Mannoia - Quello che le donne non dicono
16. Negrita - Magnolia
17. Franco Battiato - La cura

CD 3
1. Biagio Antonacci - Iris (tra le tue poesie)
2. Eros Ramazzotti - Un'emozione per sempre
3. Chiara - Due respiri
4. Moreno - Che confusione
5. Alex Britti - Oggi sono io
6. Negramaro - Meraviglioso
7. Nina Zilli feat Giuliano Palma - 50Mila
8. Raf - Infinito
9. Gianluca Grignani - La mia storia tra le dita
10. Irene Grandi - Bruci la città
11. Articolo 31 - Domani smetto
12. Francesco Renga - Angelo
13. Mina - Volami nel cuore
14. Subsonica - Tutti i miei sbagli
15. Emis Killa - Maracanà
16. Carmen Consoli - Parole di burro
17. 883 - Come mai